# Hospital General de Agudos Dr. Juan A. Fernández

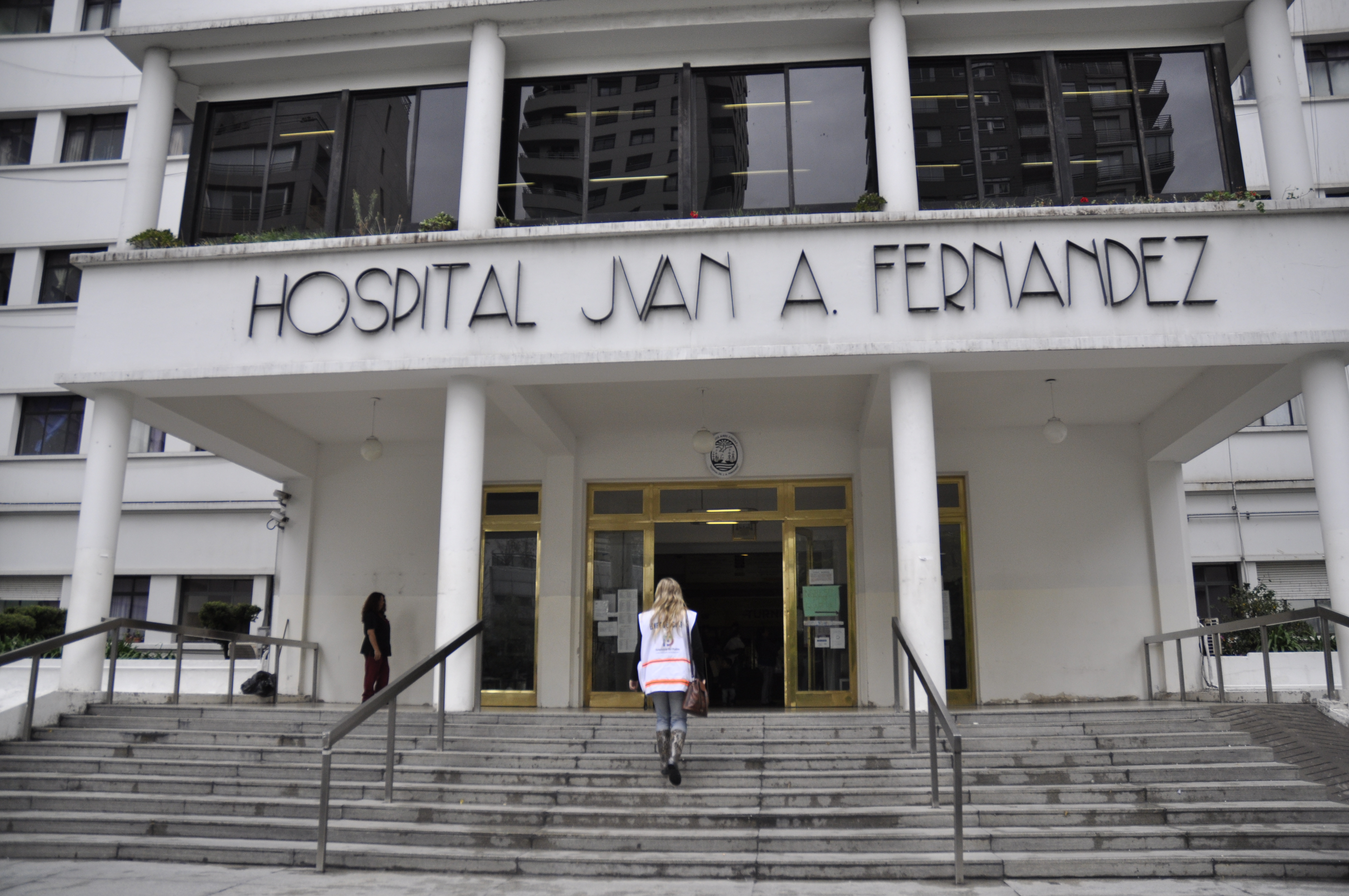
Entrada principal.

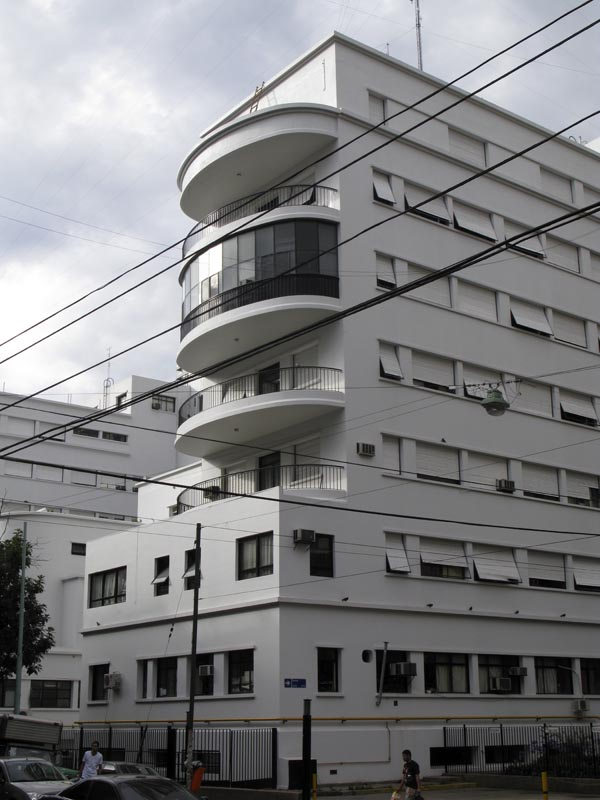
Hospital Fernández.

El Hospital General de Agudos Dr. Juan Antonio Fernández es un reconocido hospital público del barrio de Palermo en Buenos Aires.

## Historia
Fundado el 22 de abril de 1889 como Dispensario de Salubridad y el Sifilocomio Municipal, en razón de una importante epidemia de enfermedades de transmisión sexual. En 1893, bajo la intendencia del Dr. Miguel Cané perdió su primitivo nombre, pasándose a llamar Hospital del Norte. Por esa época se lo describía como “un edificio misterioso, chato y oscuro, apartado del centro de la ciudad y escondido en un barrio solitario de calles cortadas, sin pavimento alguno, con grandes baldíos, viviendas miserables e isletas de sauces llorones(...) destinado exclusivamente a la cura y reclusión de mujeres sin hogar, sin nombre y sin honor, víctimas de contagios abominables”.
El 28 de octubre de 1904, el presidente Manuel Quintana lo incluía oficialmente en el sistema de hospitales generales de la Ciudad de Buenos Aires, imponiéndole el nombre de Dr. Juan Antonio Fernández; reconocido médico salteño de las guerras de la independencia, llamado el "Hipócrates" argentino por sus alumnos, catedrático de Patología, Terapéutica y Cirugía, fundador y primer secretario de la Academia Nacional de Medicina (1822), primer Presidente de la Facultad de Medicina desde 1852 hasta su muerte, cargo equivalente a decano en esa época.
Entre 1907 y 1910, se realizaron diversas mejoras, especialmente la construcción de las salas de cirugía, maternidad y niños. En años posteriores se inauguraron nuevas dependencias: sala de operaciones de la maternidad, servicio de rayos X, etc., superando en un quince por ciento la capacidad ya instalada.
Finalmente, el 23 de diciembre de 1937 se autorizó por ordenanza a iniciativa del Intendente Mariano de Vedia y Mitre la reconstrucción total del viejo hospital, y las obras comenzaron el 30 de septiembre de 1939.[cita requerida] El Hospital Fue inaugurado el 27 de abril de 1943, con la asistencia del Presidente de la Nación Ramón Castillo y el Intendente Carlos A. Pueyrredón. En 1948 el hospital incorpora nuevas  especialidades médicas para adultos y pediátricas elevándose de 7 especializaciones a más de 25. Durante los años 1949 y 1953 el hospital duplicará su capacidad de internación.  Se inaugura en la parte lateral A, la clínica médica y quirúrgica de niños, con una capacidad
de 50 camas.
Años más tarde, en las décadas del '70 y '90, se completaron grandes reformas y equipamientos, hasta desarrollar el importante complejo actual.
El hospital se destaca por su Recurso Humano y el desarrollo de algunos de sus Servicios como el Departamento de Urgencias, la División Terapia Intensiva, la División Toxicología, la División Infectología y la División Traumatología, entre otros.
Además tiene una larga tradición como Hospital Escuela, siendo sede en calidad de hospital Asociado de la Facultad de Medicina de la Universidad de Buenos Aires.
Desde principios de 2024, son sus autoridades: Director: Prof. Dr. Carlos Damin, Subdirectora: Dra. Bibiana Amor y Director Administrativo: Lic. Federico Azpiri.

## Reconocimientos
En 2018 el hospital recibió un Premio Konex - Diploma al Mérito otorgado por la Fundación Konex como una de las Entidades de Salud más importantes de la última década en la Argentina.